# Obryzum
Obryzum är ett släkte av lavar. Obryzum ingår i familjen Obryzaceae, klassen Sordariomycetes, divisionen sporsäcksvampar och riket svampar.
| Obryzum | \| \| Obryzum corniculatum \| \| \| \| |
|         | \| \| Obryzum corniculatum \| \| \| \| |
|         | Obryzum corniculatum                   |
|         |                                        |

|  | Obryzum corniculatum |
|  |                      |